# Tramwaje w Fort Dodge
Tramwaje w Fort Dodge – zlikwidowany system komunikacji tramwajowej w Fort Dodge w Stanach Zjednoczonych, działający w latach 1896–1955.

## Historia
Pierwsze tramwaje w Fort Dodge uruchomiono w 1896, były to tramwaje elektryczne, które kursowały po samym mieście. W 1906 otwarto podmiejską trasę tramwajową o długości 60 km do Boone, Ericson, Napier, Kelly i Midvale. Pod koniec 1906 wybudowano linię od Midvale do Des Moines. W 1907 zbudowano linię z Kelly do Ames. Łącznie w najlepszym okresie istnienia tramwajów w Fort Dodge było 235 km tras tramwajowych. W latach 20. XX w. zlikwidowano większość linii pozostawiając jedynie Des Moines – Fort Dodge. 14 listopada 1925 zlikwidowano sieć tramwajów miejskich. W latach 50. XX w. z powodu ulewnych deszczów przerywano na kilka miesięcy kursowanie tramwajów na linii. Ostatecznie linię tę zamknięto 31 sierpnia 1955. Pożegnalny kurs odbył się 11 września.